# Мигел (герцог Визеу)
Мигел, герцог Визеу (полное имя порт. Miguel Maria Sebastião Maximiliano Rafael Gabriel Gonzaga Francisco D'Assis e de Paula Eustachio Carlos Afonso José Henrique Alberto Clemente lgnacio Martinho Antonio Gerardo Jorge Emmeric Mauricio Emmeric; 22 сентября 1878, Райхенау-ан-дер-Ракс, Нойнкирхен — 21 февраля 1923, Нью-Йорк, Нью-Йорк) — португальский принц из династии Браганса, старший из трех детей от первого брака претендента на португальский престол Мигела (II), герцога Браганса от Елизаветы Турн-и-Таксис. В 1920 году отказался от прав на трон от своего имени и от имени своих потомков в связи с морганатическим браком. Родоначальник «американской» линии Браганса.

## Биография

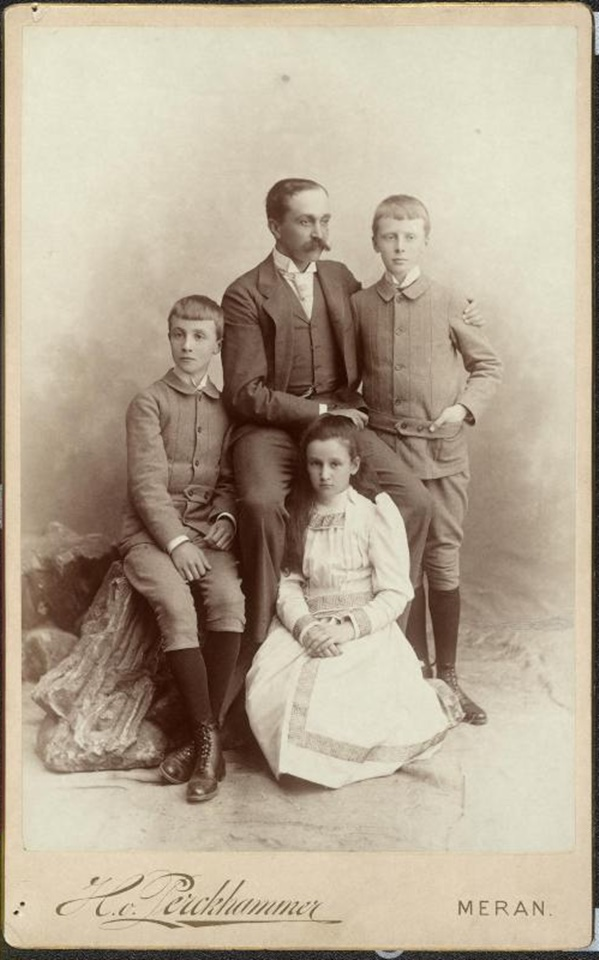
Мигел (II) с детьми от первого брака. Принц Мигел стоит

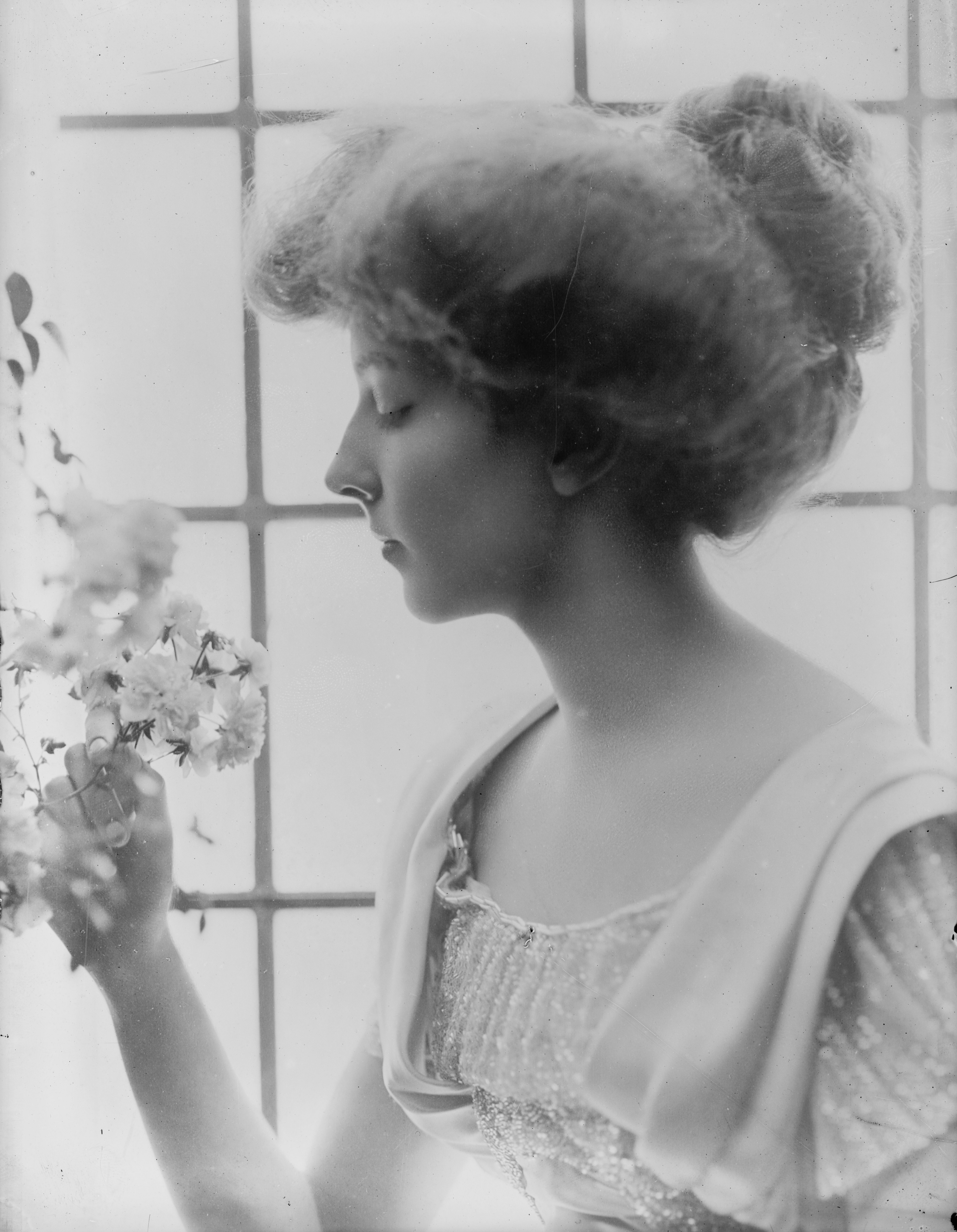
Анита Стюарт, принцесса Браганса

### Ранняя жизнь
Родился в Райхенау-ан-дер-Ракс в Нижней Австрии, на территории Австро-Венгерской империи, где проживала в изгнании его семья.
Избрав для себя военную карьеру, служил в кавалерийском полку Саксонии. В 1900 году был вынужден оставить военную службу после несчастного случая, повлёкшего гибель 25-летнего саксонского принца Альберта. 16 сентября 1900 года фаэтон, в котором Мигел возвращался домой со званого обеда, столкнулся с другим экипажем. Столкновение было настолько сильным, что встречный экипаж перевернулся и упал в кювет, а находившийся в нём пассажир получил тяжелейшие травмы.
Жертва дорожно-транспортного происшествия, племянник короля Саксонии Альберта, скончалась спустя несколько часов от полученных травм. После кончины принца пресса бездоказательно обвинила принца Мигела в намеренном убийстве Альберта. К суду Мигел привлечен не был, но был вынужден оставить службу в армии и покинуть Саксонию.
В 1901 году имя принца Мигела вновь появилось в прессе в связи с очередным скандалом. Во время официального визита португальского короля Карлуша I в Великобританию принц проник на территорию страны для организации государственного переворота в пользу своего отца.

### Брак
9 июля 1909 года принц объявил в Лондоне о своей помолвке с Анитой Ринландер Стюарт (1886—1977), американской светской львицей и наследницей миллиардного состояния. Свадьба состоялась 15 сентября 1909 года в шотландском замке близ Дингуолла и стала первой свадьбой с участием королевской особы, состоявшейся в Шотландии со времен Стюартов.
Перед вступлением в брак Анита получила от австрийского императора Франца Иосифа титул принцессы Брагансской, а Мигел, после брачной церемонии, титул герцога Визеу от своего отца, хотя этот титул не был признан правящим монархом Португалии Мануэлом II, продолжавшим его использовать в своей официальной титулатуре. 
Несмотря на неравный брак члена королевской семьи с простолюдинкой, Мигел сохранил свои права в линии наследования престола, так как в Португалии отсутствовал закон о запрете морганатических браков. После свержения португальской монархии в 1910 году принц стал играть значительную роль в политике, поддерживая португальских монархистов и руководя сбором средств для контрреволюции. В 1911-1912 годах Мигел лично посещал в Португалии Энрике Коусейру, бывшего губернатора Анголы, во время возглавляемых им монархических восстаний.

### Последние годы
В попытках вернуть трон своему семейству Мигел совершил несколько крупных займов и оказался на грани банкротства, даже значительное приданое его супруги не смогло покрыть всех долгов, и кредиторы для погашения долгов устроили аукционную распродажу конфискованной у молодоженов мебели и части личных вещей. Столкнувшись с финансовыми трудностями принц устраивается клерком в лондонскую брокерскую кампанию. 21 июля 1920 года Мигел, вероятно по требованию отца, отказывается от прав на португальский престол для себя и своих потомков, для передачи их младшему сводному брату Дуарте Нуно.
Вскоре Мигел покидает Европу и отправляется в Нью-Йорк, где и скончался от пневмонии 21 февраля 1923 года.

### Семья
В браке с Анитой Стюарт принц Мигел имел троих детей. Дети:
- Изабелла Браганса (28 июня 1910 — 13 июня 1946), в 1930 году вышла замуж за Влодимежа Дорожинского (1906—1998).[3] Супруги развелись в 1932 году. Второй раз вступила в брак с Рене Милле (1910—1978) в 1942 году. У неё есть сын от первого брака:
  - Александр Дорожинский (27 октября 1931 — октябрь 2015), был трижды женат. Имеет одну дочь от второго брака и одну дочь от третьего.
- Джон Мигел Браганса (7 августа 1912 — 12 марта 1991), в 1947 году женился на Уинфрид Додж (1917—2010). Супруги развелись в 1953 году. Второй раз женился в 1971 на Кэтрин Кинг (1921—2007). У него есть сын от первого брака:
  - Майкл Уильям Браганса (род. 25 сентября 1951), в 1980 году женился на Барбаре Халибертон Фалес (род. 1955). У них родилось трое детей.
- Мигел Луис Браганса (8 февраля 1915 — 7 февраля 1996), в 1946 году женился на Энн Хьюсон (1921—2017). У них родилось двое детей:
  - Анита Браганса (род. 1947), в 1968 году вышла замуж за Георга Альфреда Вардмана (1946—2015). Супруги развелись в 1982 году. В том же году Анита вышла замуж за Джона Стокбриджа (род. 1943). У неё есть двое детей от первого брака.
  - Майкл Браганса (род. 1949), не женат. Детей нет.[7]